# スーパーさん
「スーパーさん」は、『少女コミック』1968年（昭和43年）9月号に掲載された藤子・F・不二雄（発表時は藤子不二雄名義）の読切漫画作品。『藤子・F・不二雄SF短編PERFECT版』第1集に収録。

## 登場人物
主人公（スーパーさん）
横町のスーパーマーケット「やすい堂」の娘。ある日、ひとりでにスーパーガールになってしまう。

## 備考
主人公の顔は赤塚不二夫の画風で描かれている。